# Lee Tai-young
Lee Tai-Young (Coreanoː 이태영; 10 de agosto de 1914 - 16 de dezembro de 1998) foi a primeira mulher advogada  da Coreia e a primeira juíza. Ela também foi a fundadora do primeiro centro de assistência jurídica do país. Ela lutou pelos direitos das mulheres durante toda a sua carreira. Seu refrão freqüentemente mencionado era: "Nenhuma sociedade pode ou prosperará sem a cooperação das mulheres". Sua dedicação à lei também lhe deu o epíteto de "a mulher juiza".

## Primeiros anos
Lee Tai-Young nasceu em 10 de agosto de 1914 em Pukjin, no Condado de Unsan, no que é agora a Coreia do Norte. Ela era a terceira geração Metodista da família. Seu pai era um mineiro de ouro. Sua mãe foi Kim Heung-Won. Seu avô materno fundou a Igreja Metodista na cidade natal de Lee. Depois de terminar a escola em Pukjin, estudou em Chung Eui em Pyongyang. Ela estudou na Universidade Ewha Womans, graduando-se com um diploma de bacharel em economia doméstica antes de se casar com o ministro metodista Yil Hyung Chyung (que tinha estudado na América), em 1936. Ele foi suspeito de ser um espião para os Estados Unidos na década de 1940 e foi preso como um "anti-japonês". Mais tarde tornou-se ministro dos Negócios Estrangeiros da Coreia do Sul. Tai-Young viveu em uma sociedade patriarcal (como era a tradição na Coreia) e ela teve quatro filhos, três filhas e um filho.

## Carreira
Inicialmente, quando ela veio para Seoul estudar na Universidade Ewha Womans, seu desejo era tornar-se advogada. No entanto, seu marido foi preso por sedição em 1940 pelo governo colonial japonês. Lee então teve que trabalhar como professora de escola e cantora de rádio, e também com costura e como lavadeira no início dos anos 40 para manter sua família. Depois da guerra, encorajada por seu marido, ela continuou seus estudos. Em 1946, ela se tornou a primeira mulher a entrar Universidade Nacional de Seul, ganhando seu diploma de Direito três anos mais tarde. Em 1957, depois da Guerra da Coreia, ela abriu uma assessoria jurídica, o Women's Legal Counseling Center, que prestava serviços a mulheres pobres. Em 1952, foi a primeira mulher a passar no Exame Judicial Nacional.
Lee e seu marido participaram da Declaração de Myongdong de 1976, que pedia o retorno das liberdades civis aos cidadãos coreanos. Considerada inimiga do presidente Park Chung-hee por causa de seus pontos de vista políticos, ela foi presa, recebendo em 1977 uma sentença suspensa de três anos, perda de liberdades civis e uma exclusão automática por dez anos. Seu trabalho com direito tornou-se o Centro de Ajuda Legal da Coreia para Relações Familiares, atendendo a mais de 10.000 clientes por ano.
Há duas biografias em inglês da Doutora Lee, uma de David Finkelstein,  A Quieta Revolucionária da Coreia: O Perfil de Lee Tai-young (em tradução literal) '(1979) e uma de Sonia Reid Strawn Onde Não Há Caminho: Lee Tai-Young , Sua história (1988).

## Publicações
Ela escreveu 15 livros sobre questões relativas às mulheres e seu primeiro livro publicado em 1957 foi intitulado "Sistema de Divórcio na Coreia". Em 1972, publicou o "Senso Comum na Lei para Mulheres". Seus outros livros notáveis são "A Mulher da Coreia do Norte" e "Nasceu uma Mulher". Ela traduziu o livro de Eleanor Roosevelt  On My Own  para a língua coreana. Ela publicou suas memórias em 1984 sob o título  Dipping the Han River out with a Gourd .

## Prêmios
Em 1975, ela recebeu o prêmio Ramon Magsaysay (Também conhecido como Asian Peace Prize) por Liderança Comunitária pela Fundação Prêmio Ramon Magsaysay com a citação "pelo serviço eficaz à causa dos direitos judiciais iguais para a libertação das mulheres coreanas." Três anos depois, recebeu o prêmio internacional de assistência jurídica da International Legal Aid Association. Alguns dos outros prêmios que ela recebeu foram o World Methodist Peace Award em 1984, e em 1981 o Doutorado Honorário em Direito da Drew University em Madison, Nova Jersey. Em 1971, ganhou o prêmio da conferência quando participou da Conferência de Direito da Paz Mundial realizada em Belgrado.